# いわみ中央農業協同組合
いわみ中央農業協同組合（いわみちゅうおうのうぎょうきょうどうくみあい）は、島根県浜田市に本所を置いていた農業協同組合。浜田市や江津市を管轄地域としていた。通称JAいわみ中央。
2015年3月1日をもって島根県の他の農業協同組合と合併し、島根県農業協同組合となり、現在はJAしまねいわみ中央地区本部となっている。

## 概要
2000年に浜田市と江津市内の農業協同組合が合併して誕生した。
販売事業･購買事業･信用事業･共済事業を行っている他、福祉･介護事業や葬祭事業などを行っている。